# Трип-хоп
Трип-хоп (англ. trip hop) — музыкальный стиль, возникший в начале 1990-х годов в Великобритании и пик популярности которого пришёлся на середину-конец 1990-х годов.
Термин трип-хоп впервые был использован в июне 1994 года журналистом Энди Пэмбертом из британского музыкального журнала Mixmag для описания вышедшего в 1993 году сингла DJ Shadow In/Flux и прочих записей лейбла Mo’Wax.
Трип-хоп-музыка совмещает в себе элементы различных музыкальных жанров — смесь экспериментального хип-хопа, джаза, даба, рока, соула и некоторых других элементов. Для трип-хопа характерен довольно медленный темп, в аранжировке — отчётливые партии ритм-блока и баса, а также использование семплов старых композиций (преимущественно джазовых, соул и эстрадных). Кроме того, для трип-хопа характерна общая мрачная депрессивная окрашенность. Широко используется речитатив, произносимый приглушённым голосом или даже шёпотом.
Из исполнителей в первую очередь следует отметить группы Massive Attack и Portishead из Бристоля (отсюда возникло другое название стиля — бристольская волна или бристольский саунд), Tricky (также родившегося в Бристоле), и лейбл MoWax (ранний DJ Shadow, UNKLE и т. д.).
Современные исполнители зачастую используют элементы трип-хопа в сочетании с различными стилями: синтипоп (Goldfrapp, Jay-Jay Johanson, Kerli, IAMX), альтернативный рок (Garbage), дрим-поп (Hungry Lucy).

## Происхождение и развитие
Согласно словарю Уэбстера, первые случаи употребления термина «трип-хоп» относятся к 1989 году, хотя в печати он впервые появился только в 1994 году при описании продукции лейбла Mo' Wax в журнале Mixmag. Как музыкальный стиль, трип-хоп зародился в окрестностях Бристоля в начале 1990-x годов, во время взлёта популярности хип-хопа и хаус-музыки. В Бристоле, одном из самых расово неоднородных городов Англии, на тот момент уже существовала развитая субкультура любителей регги и даба. Диджеи, брейкдансеры и граффитисты объединялись в подпольные саунд-системы. Характерной чертой бристольских диджеев было использование размеренных, плавных, «тяжёлых» битов — наследие даб-музыки. Одной из знаковых саунд-систем стала Wild Bunch, в которую, помимо прочих, входили Tricky, Нелли Хупер, Роберт дель Ная, Daddy G, Эндрю Вауэлз (последние трое — из Massive Attack). С развитием трип-хоп-культуры стиль отошёл от оригинального «саунд-системного» звучания, двинувшись в сторону эйсид-джазa.
«Прорывом» трип-хопа в мейнстрим стал выпуск дебютного альбома Massive Attack Blue Lines (1991), ставшего очень популярным в Британии. Следующий альбом Massive Attack, Protection, вышел в 1994 году, закрепив их «звёздный» статус. В тот же год впервые был употреблён публично термин «трип-хоп»: так музыкальный журналист Энди Пембертон описал сингл DJ Shadow «In/Flux». По словам Пембертона, «In/Flux» с его смешанным темпом, замедленным битом, странными шумами, заметной басовой партией и семплами струнных и человеческих голосов производил впечатление «музыкального трипа». Также в 1994 году был выпущен первый альбом Portishead Dummy. Отличительной чертой Portishead стало сочетание мрачных, базированных на ретро-джазовых семплах инструменталов в духе ранних Massive Attack и скорбного, хрупкого вокала Бет Гиббонс. В следующем, 1995 году Dummy был награждён Mercury Prize. Тогда же выходит дебютный сольный альбом Tricky Maxinquaye.

## Спад популярности и влияние
Хотя ключевые фигуры направления и дальше продолжают выпускать успешные и принятые критикой альбомы (например, Mezzanine Massive Attack 1998 года), в целом после расцвета первой волны трип-хопа в 1994—1995 годах развитие стиля постепенно идёт на спад. После того как трип-хоп становится популярным, он порождает всплеск подражателей и начинает использоваться в поп-музыке: песни и альбомы c элементами трип-хопа выпускают Madonna, Janet Jackson, Kylie Minogue, а также экспериментальная поп-певица Björk. В то же время, трип-хоп оказал сильное влияние на следующее поколение независимой и электронной музыки. В 2002 году The Independent использовал термин «пост-трип-хоп» для описания группы Second Person. Другие заметные «пост-трип-хоп»-музыканты — Esthero, Morcheeba, Sneaker Pimps, Anomie Belle, Alpha, Lamb. Эти исполнители сочетают трип-хоп с такими стилями, как эмбиент, соул, пост-индастриал, IDM, дабстеп, брейкбит, драм-н-бейс, эйсид-джаз и др. Непосредственным продолжением трип-хопа стал иллбиент (стиль, сочетающий трип-хоп, эмбиент и индустриальный хип-хоп).
В числе альтернативных групп и исполнителей, на которые повлиял трип-хоп — Nine Inch Nails, Gorillaz, Travis, The Flaming Lips, How to Destroy Angels, Бек, Deftones, Andre Art.

## Стили

### Бристольский звук
Термином «Бристольским звуком» (англ. Bristol sound) зачастую называют не отдельный поджанр трип-хопа, а обозначают альтернативным названием для всего трип-хопа, или, в частности, описывают изначальное звучание жанра. В основном оно характеризуется как музыка, «навевающая мрак, которая ведет к духовному подъёму, и воссоздает ощущение счастливой меланхолии». Звук тесно связано с хип-хопом, драм-н-бейсом и эйсид-джазом. С другой стороны, это можно воспринимать и как отдельный стиль трип-хопа, который бристольские музыканты придумали и сделали популярным за пределами Англии и Великобритании.
К «бристольскому саунду» относят музыку следующих коллективов, исполнителей и диджеев, непосредственно связанных с Бристолем:
- Portishead
- Massive Attack
- Tricky
- Kosheen
- The Wild Bunch
- Рони Сайза
- Crustation[англ.]
- Way Out West[англ.]
- Monk & Canatella
- Smith & Mighty
- Up, Bustle and Out и других.

Мрачное звучание коллективов Бристоля некоторые музыкальные критики объясняют довольно мрачной и непростой историей самого города.

### Футуристический трип-хоп
Вытекшее из трип-хопа направление, характерное «декламативностью» вокала. Характерные представители:
Recoil (создатель проекта — Алан Уайлдер, ушедший из Depeche Mode),
Golden Palominos.

### Эмбиент-трип-хоп
В ходе эволюции некоторые из ответвлений трип-хопа перешли к более мягким, плавным, текучим формам. Примерами групп такого направления можно считать группы Laika, Blue Foundation и Halou.

### Трип-рок
Данный стиль появился в результате заимствований из трип-хопа и рок жанров, преимущественно альтернативного. Терминологически образован группой The Gathering для описания музыки группы с 1999 года. Также к представителям можно отнести такие коллективы, как UNKLE, Archive, Cut Chemist, Björk. Из русских представителей выделяются Линда и группа Маша и Медведи